# Aire d'attraction de Rouen
L'aire d'attraction de Rouen est un zonage d'étude défini par l'Insee pour caractériser l’influence de la commune de Rouen sur les communes environnantes. Publiée en octobre 2020, elle se substitue à l'aire urbaine de Rouen, qui comportait 274 communes dans le dernier zonage qui remontait à 2010.

## Définition
L'aire d'attraction d'une ville est composée d’un pôle, défini à partir de critères de population et d’emploi ainsi que d’une couronne constituée des communes dont au moins 15 % des actifs travaillent dans le pôle. Le pôle d’attraction constitue ainsi un point de convergence des déplacements domicile-travail,.

## Type et composition
L’aire d'attraction de Rouen est une aire inter-départementale qui comporte 317 communes : 248 situées en Seine-Maritime et 69 dans l'Eure. 
Elle est catégorisée dans les aires de 700 000 habitants ou plus (hors Paris), une catégorie qui regroupe 19,7 % au niveau national.

### Carte

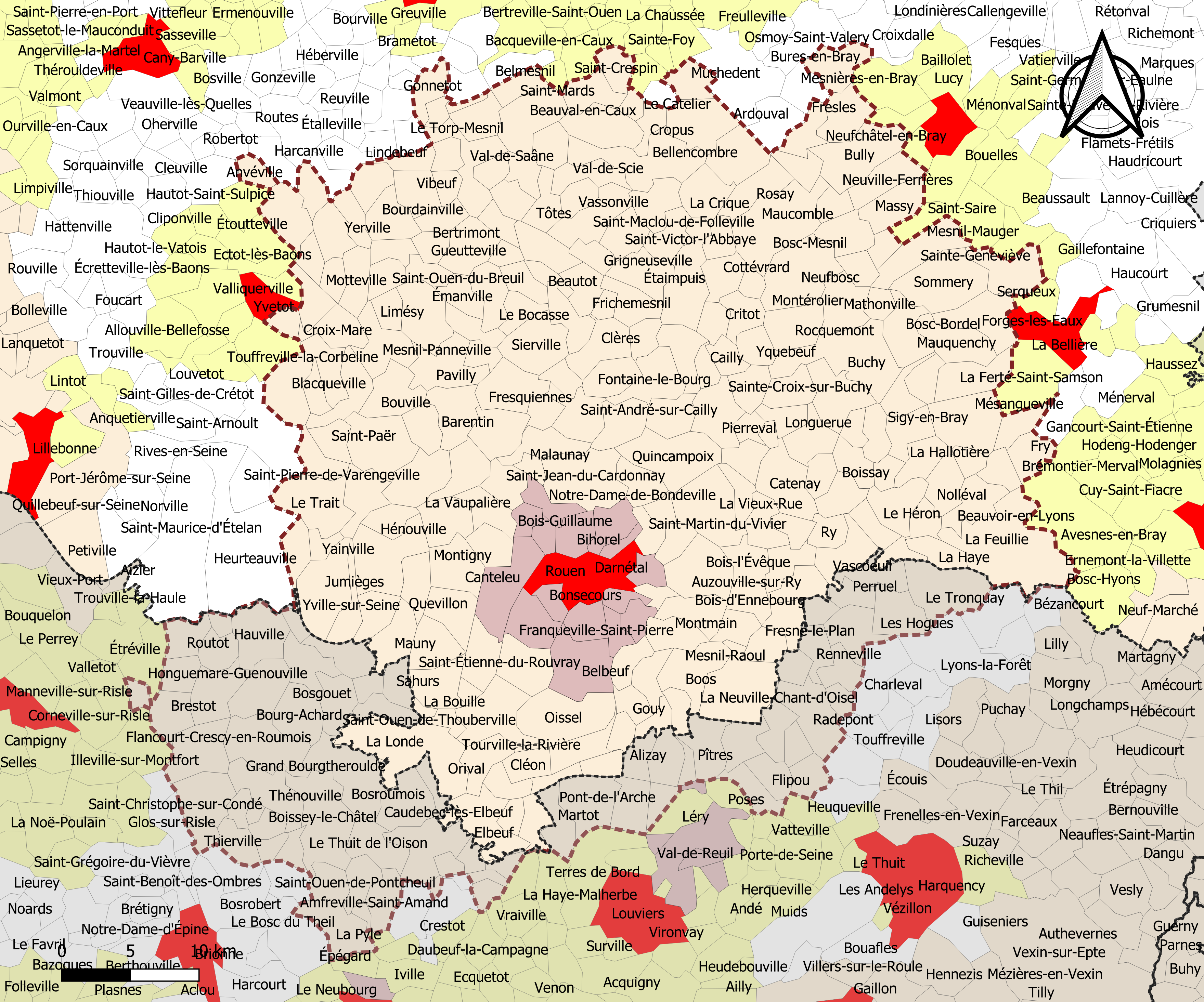
Carte de l'aire d'attraction de Rouen.
Commune-centre
Commune du pôle principal
Commune de la couronne

### Composition communale
| Catégorie                  | Département    | Communes | Communes |
| Catégorie                  | Département    | Nombre   | Libellé |
| -------------------------- | -------------- | -------- | --- |
| Commune-centre             | Seine-Maritime | 1        | Rouen. |
| Communes du pôle principal | Seine-Maritime | 15       | Amfreville-la-Mi-Voie, Bihorel, Bonsecours, Bois-Guillaume, Canteleu, Darnétal, Déville-lès-Rouen, Le Grand-Quevilly, Maromme, Le Mesnil-Esnard, Mont-Saint-Aignan, Notre-Dame-de-Bondeville, Le Petit-Quevilly, Saint-Étienne-du-Rouvray, Sotteville-lès-Rouen. |
| Communes de la couronne    | Seine-Maritime | 232      | Anceaumeville, Ancretiéville-Saint-Victor, Val-de-Saâne, Anneville-Ambourville, Anvéville, Argueil, Val-de-Scie, Authieux-Ratiéville, Les Authieux-sur-le-Port-Saint-Ouen, Auzouville-l'Esneval, Auzouville-sur-Ry, Auzouville-sur-Saâne, Bardouville, Barentin, Beaubec-la-Rosière, Beaumont-le-Hareng, Beauval-en-Caux, Beautot, Belbeuf, Bellencombre, Belleville-en-Caux, Bertrimont, Berville-sur-Seine, Bierville, Biville-la-Baignarde, Blacqueville, Blainville-Crevon, Le Bocasse, Bois-d'Ennebourg, Bois-Guilbert, Bois-Héroult, Bois-l'Évêque, Boissay, Boos, Bosc-Bérenger, Bosc-Bordel, Bosc-Édeline, Bosc-Guérard-Saint-Adrien, Bosc-le-Hard, Bosc-Mesnil, La Bouille, Bourdainville, Bouville, Bracquetuit, Bradiancourt, Buchy, Bully, Bures-en-Bray, Butot, Cailly, Calleville-les-Deux-Églises, Carville-la-Folletière, Catenay, Caudebec-lès-Elbeuf, La Chapelle-Saint-Ouen, Cideville, Claville-Motteville, Cléon, Clères, Cottévrard, La Crique, Criquetot-sur-Ouville, Critot, Croisy-sur-Andelle, Croix-Mare, Cropus, Duclair, Écalles-Alix, Ectot-l'Auber, Ectot-lès-Baons, Elbeuf-sur-Andelle, Elbeuf, Émanville, Épinay-sur-Duclair, Ernemont-sur-Buchy, Esclavelles, Eslettes, Esteville, Étaimpuis, Étoutteville, La Feuillie, Flamanville, Fontaine-le-Bourg, Fontaine-sous-Préaux, La Fontelaye, Freneuse, Fresles, Fresnay-le-Long, Fresne-le-Plan, Fresquiennes, Saint Martin de l'If, Frichemesnil, Fry, Gonneville-sur-Scie, Goupillières, Gouy, Grainville-sur-Ry, Grand-Couronne, Grémonville, Grigneuseville, Grugny, Gueutteville, La Hallotière, Hautot-sur-Seine, La Haye, Hénouville, Le Héron, Héronchelles, Heugleville-sur-Scie, Heurteauville, Le Houlme, Houppeville, La Houssaye-Béranger, Hugleville-en-Caux, Imbleville, Isneauville, Jumièges, Lestanville, Limésy, Lindebeuf, La Londe, Longuerue, Malaunay, Martainville-Épreville, Massy, Mathonville, Maucomble, Mauny, Mauquenchy, Le Mesnil-Lieubray, Mesnil-Panneville, Mesnil-Raoul, Le Mesnil-sous-Jumièges, Mont-Cauvaire, Montérolier, Montigny, Montmain, Montreuil-en-Caux, Montville, Morgny-la-Pommeraye, Morville-sur-Andelle, Motteville, Moulineaux, Muchedent, Neufbosc, La Neuville-Chant-d'Oisel, Nolléval, Franqueville-Saint-Pierre, Notre-Dame-du-Parc, Oissel-sur-Seine, Orival, Ouville-l'Abbaye, Pavilly, Petit-Couronne, Pierreval, Pissy-Pôville, Pommeréval, Préaux, Quevillon, Quévreville-la-Poterie, Quincampoix, Rebets, Rocquemont, Roncherolles-en-Bray, Roncherolles-sur-le-Vivier, Rosay, Roumare, Rouvray-Catillon, La Rue-Saint-Pierre, Ry, Saâne-Saint-Just, Sahurs, Saint-Aignan-sur-Ry, Saint-André-sur-Cailly, Saint-Aubin-Celloville, Saint-Aubin-Épinay, Saint-Aubin-lès-Elbeuf, Sainte-Austreberthe, Saint-Clair-sur-les-Monts, Saint-Crespin, Sainte-Croix-sur-Buchy, Saint-Denis-le-Thiboult, Saint-Denis-sur-Scie, Sainte-Geneviève, Saint-Georges-sur-Fontaine, Saint-Germain-des-Essourts, Saint-Germain-sous-Cailly, Saint-Hellier, Saint-Jacques-sur-Darnétal, Saint-Jean-du-Cardonnay, Saint-Léger-du-Bourg-Denis, Saint-Lucien, Saint-Maclou-de-Folleville, Saint-Mards, Sainte-Marguerite-sur-Duclair, Saint-Martin-aux-Arbres, Saint-Martin-de-Boscherville, Saint-Martin-du-Vivier, Saint-Martin-Osmonville, Saint-Ouen-du-Breuil, Saint-Paër, Saint-Pierre-Bénouville, Saint-Pierre-de-Manneville, Saint-Pierre-de-Varengeville, Saint-Pierre-lès-Elbeuf, Saint-Saëns, Saint-Vaast-du-Val, Saint-Victor-l'Abbaye, Saussay, Servaville-Salmonville, Sierville, Sigy-en-Bray, Sommery, Sotteville-sous-le-Val, Tôtes, Tourville-la-Rivière, Le Trait, Val-de-la-Haye, Varneville-Bretteville, Vassonville, La Vaupalière, Ventes-Saint-Rémy, Vibeuf, Vieux-Manoir, La Vieux-Rue, Villers-Écalles, Yainville, Yerville, Ymare, Yquebeuf, Yvecrique, Yville-sur-Seine. |
| Communes de la couronne    | Eure           | 69       | Alizay, Amfreville-les-Champs, Amfreville-sous-les-Monts, Barneville-sur-Seine, Les Monts du Roumois, Boissey-le-Châtel, Bonneville-Aptot, Flancourt-Crescy-en-Roumois, Thénouville, Bosroumois, Bosgouet, Bouquetot, Bourg-Achard, Bourg-Beaudouin, Grand Bourgtheroulde, Brestot, Caumont, Cauverville-en-Roumois, Criquebeuf-sur-Seine, Les Damps, Douville-sur-Andelle, Écaquelon, Éturqueraye, Fleury-sur-Andelle, Flipou, Le Bosc du Theil, La Harengère, Hauville, La Haye-Aubrée, La Haye-de-Routot, La Haye-du-Theil, Les Hogues, Honguemare-Guenouville, Igoville, Illeville-sur-Montfort, Le Landin, Letteguives, Le Manoir, Martot, Perriers-sur-Andelle, Perruel, Pîtres, Pont-de-l'Arche, Pont-Saint-Pierre, Radepont, Renneville, Romilly-sur-Andelle, Rougemontier, Routot, Saint-Cyr-la-Campagne, Saint-Denis-des-Monts, Saint-Germain-de-Pasquier, Saint-Léger-du-Gennetey, Saint-Meslin-du-Bosc, Saint-Ouen-de-Pontcheuil, Saint-Ouen-de-Thouberville, Saint-Ouen-du-Tilleul, Saint-Philbert-sur-Boissey, Saint-Pierre-des-Fleurs, Saint-Pierre-du-Bosguérard, La Saussaye, Thierville, Le Thuit de l'Oison, Tourville-la-Campagne, La Trinité-de-Thouberville, Le Tronquay, Vandrimare, Vascœuil, Voiscreville. |